# Burt Talcott
Burt Lacklen Talcott (ur. 22 lutego 1920 w Billings, zm. 29 lipca 2016 w Tacoma) – amerykański polityk, członek Partii Republikańskiej.

## Działalność polityczna
W okresie od 3 stycznia 1963 do 3 stycznia 1975 przez sześć kadencji był przedstawicielem 12. okręgu, a od 3 stycznia 1975 do 3 stycznia 1977 przez jedną kadencję przedstawicielem 16. okręgu wyborczego w stanie Kalifornia w Izbie Reprezentantów Stanów Zjednoczonych.